# Le pupille
Pour plus de détails, voir Fiche technique et Distribution.
Le pupille (litt. « Les Pupilles ») est un film italien de court métrage réalisé par Alice Rohrwacher et sorti en 2022.

## Fiche technique
- Titre original : Le pupille
- Réalisation : Alice Rohrwacher
- Scénario : Alice Rohrwacher, d'après une lettre d'Elsa Morante
- Photographie : Hélène Louvart
- Montage : Carlotta Cristiani
- Musique : Cleaning Women
- Son : Daniela Bassani, Angelo Bonanni, Marzia Cordò et Thomas Giorgi
- Sociétés de production : Tempesta - Esperanto Filmoj
- Pays de production :  Italie
- Durée : 39 minutes
- Dates de sortie : 
  - France : mai 2022 (Festival de Cannes)
  - Italie : 16 décembre 2022[1]

## Distribution
- Alba Rohrwacher
- Carmen Pommella
- Greta Zuccheri Montanari
- Melissa Falasconi
- Valeria Bruni Tedeschi

## Distinctions

### Récompenses
- Mentions meilleur actrice (Melissa Falasconi) / meilleur décor au Festival du film de Philadelphie 2022

### Sélections
- Festival de Cannes 2022 (« Cannes Classics »)[2]
- Festival international du film de Toronto 2022
- Visions du réel 2023[3]

### Nomination
- Oscars 2023 - « Meilleur court métrage (prises de vue réelles) »[4]